# Gravity (album Kenny G)
Gravity  è il terzo album in studio del sassofonista Kenny G. È stato pubblicato da BMG nel 1985, e raggiunse il numero 13 nella Billboard Jazz chart album, numero 37 sulla R & B / Hip-Hop chart album e numero 97 del Billboard 200.

## Tracce
1. "Love On The Rise" (Ft. Kashif) - 4:19
2. "One Man Poison (Another Man's Sweetness)" - 4:18
3. "Where Do We Take It (From Here)"- 4:37
4. "One Night Stand" - 5:01
5. "Japan" - 4:22
6. "Sax Attack" - 5:03
7. "Virgin Island" (Kenny G) - 4:00
8. "Gravity" - 3:13
9. "Last Night of the Year" (Kenny G) - 2:43

## Singolo
| Anno | Titolo             | Posizione                             |
| Anno | Titolo             | U.S. Hot R&B/Hip-Hop Singles & Tracks |
| ---- | ------------------ | ------------------------------------- |
| 1985 | "Love on the Rise" | 24                                    |